# 乔凡尼·巴蒂斯塔·马蒂尼音乐学院
乔凡尼·巴蒂斯塔·马蒂尼音乐学院（Conservatorio Giovanni Battista Martini）是 意大利博洛尼亚的一所音乐学院。它成立于1804年12月3日，当时名为博洛尼亚音乐学院（Liceo Musicale di Bologna）。 它最初设于圣雅各伯圣殿（Basilica di San Giacomo Maggiore）的修道院里。

## 著名校友
- 葛塔諾·多尼采蒂[2]
- 吉安·弗朗切斯科·马利皮耶罗[3]
- 曼努埃尔·庞塞[4]
- 奥托里诺·雷斯庇基[5]
- 焦阿基诺·罗西尼[6]

## 著名教师
- 朱塞佩·马尔图齐[7]
- 焦阿基诺·罗西尼